# Perui bárdmakréla
A perui bárdmakréla (Selene peruviana) a sugarasúszójú halak (Actinopterygii) osztályának sügéralakúak (Perciformes) rendjébe, ezen belül a tüskésmakréla-félék (Carangidae) családjába tartozó faj.

## Előfordulása
A perui bárdmakréla elterjedési területe a Csendes-óceán keleti része. Az Amerikai Egyesült Államokhoz tartozó Kalifornia déli részén levő Redondo Beachtől Peruig található meg. A mexikói Alsó-Kaliforniától (Baja California) északra ritkább.

## Megjelenése
Általában 24 centiméter hosszú, azonban 40 centiméter hosszúra is megnőhet. Teste pikkely nélküli. Színezete az ezüstöstől az aranysárgáig változik, fémezett kék árnyalattal. Az ivadék oldalvonalának az egyenes részén, sötét, ovális folt látható.

## Életmódja
A perui bárdmakréla szubtrópusi, tengeri halfaj, amely 50 méteres mélységbe is leúszik. Rajhal, amely a tengerfenék közelében úszik. Az ivadék, a felszín közelébe is merészkedik. Tápláléka kisebb halak és rákok.

## Felhasználása
Ezt a halat, csak kisebb mértékben halásszák. Frissen, sózva vagy szárítva árusítják.